# Pseudanthias pascalus
Pseudanthias pascalus és una espècie de peix de la família dels serrànids i de l'ordre dels perciformes.

## Morfologia
- Els mascles poden assolir 20 cm de longitud total.[4][5]

## Alimentació
Menja copèpodes i d'altres crustacis planctònics, larves de crustacis i ous de peix.

## Hàbitat
És un peix marí de clima tropical i associat als esculls de corall que viu entre 5-60 m de fondària.

## Distribució geogràfica
Es troba des de Bali (Indonèsia) i les Illes Ryukyu fins a les Tuamotu, el sud del Japó, Austràlia i Nova Caledònia.